# Швець Володимир Євгенович
Володимир Євгенович Швець (17 червня 1962 р., Львів) — український економіст, нумізмат, кандидат економічних наук (1998), доцент (2001)

### Навчання
У 1989 році закінчив економічний факультет Львівського державного університету імені І. Франка (нині — Львівський національний університет ім. І.Франка). У 1989—1991 рр. — завідувач технологічної лабораторії економічного факультету.
```
Після захисту дисертації
 
— доцент кафедри обліку і аудиту. З травня 
2016
 
— професор кафедри обліку і аудиту.
```

| Текст вилучений зі статті через підозру в порушенні авторських прав |
| --- |
| Текст, що раніше перебував на цій сторінці, запідозрено в порушенні авторських прав на текст із таких джерел: https://econom.lnu.edu.ua/employee/shvets-v-e Дата, коли було знайдено порушення: 19 липня 2021. Тому, хто повісив цей шаблон: На сторінку обговорення користувача, який розмістив цю статтю, варто додати повідомлення {{subst:nothanks cv\|Швець Володимир Євгенович\|url=https://econom.lnu.edu.ua/employee/shvets-v-e. |
| До уваги користувача, який розмістив цю статтю Не редагуйте статтю зараз, навіть якщо ви збираєтеся її переписати. Дотримуйтесь вказівок нижче. - Якщо власник авторських прав на зазначений вище матеріал дозволяє використовувати його на умовах GNU FDL без незмінюваних секцій та Creative Commons із зазначенням автора / розповсюдження на тих самих умовах, будь ласка, сповістіть про це на сторінці обговорення цієї статті. - Якщо правовласником є ви, додайте на зазначеному вище ресурсі примітку: «Матеріали дозволено використовувати на умовах GNU FDL без незмінюваних секцій та Creative Commons із зазначенням автора / розповсюдження на тих самих умовах». - Якщо дозволу на використання цього матеріалу немає, будь ласка, зробіть одне з двох: 1. Напишіть хоча б гарний накид статті на цій підсторінці. Зверніть увагу: не треба копіювати текст, що порушує авторські права, на зазначену підсторінку й редагувати його. Якщо ви взялися за написання нової статті, не забудьте сповістити про це на сторінці обговорення. 2. Залиште все як є, і тоді статтю буде вилучено. У випадку, якщо новий текст написано не буде, цю статтю буде вилучено через тиждень після появи цього попередження (детальніше див. документацію шаблону). Вихідний текст цієї статті з можливим порушенням копірайту можна знайти в історії змін. Зверніть увагу, що розміщення у Вікіпедії матеріалів, автор яких не надав явного дозволу на їхнє використання відповідно до ліцензії GNU FDL без незмінюваних секцій та Creative Commons із зазначенням автора / розповсюдження на тих самих умовах, може бути порушенням законів про авторське право. Користувачів, які додають до Вікіпедії такі матеріали, може бути тимчасово позбавлено права редагувати статті. Попри все, ми завжди раді вашим оригінальним статтям. Дякуємо. Цю сторінку внесено до категорії Вікіпедія:Можливе порушення авторських прав. |

### Наукова діяльність
Учасник міжнародних наукових конференцій, у тому числі за кордоном: Участь в якості експерта в Академії розвитку транскордонного співробітництва Польща-Білорусь-Україна організованій Центром європейських програм: 1.12.2016 р. в м. Янув Подляскі (Польща); [джерело не вказане 1366 днів]Експерт другої «Транскордонної Академії Розвитку» у Львові 19.09.2017 р.[джерело не вказане 1366 днів] і третьої у Мінску 8.08.1918 р.[джерело не вказане 1366 днів]
грамотою Голови Львівської обласної ради за вагомий особистий внесок у розвиток вітчизняної науки (2018)[джерело не вказане 1366 днів]. У 2020 р. затверджений експертом Міністерства освіти і науки України для проведення оцінювання ефективності діяльності ЗВО за науковим напрямом «Суспільні науки».[джерело не вказане 1366 днів]

### Науковий внесок
більше 250 

### Основні публікації автора
https://scholar.google.com.ua/citations?user=TM0DjyoAAAAJ&hl=uk [Архівовано 9 липня 2021 у Wayback Machine.]
Швець В. Є. Грушевський про економічний розвиток України // Формування нової парадигми економічної теорії в Україні: Наук. зб. Львів. ун-ту — Львів: Інтереко, 2001. — Вип. 8. — С. 149—151.
Швець В. Є. Виникнення і розвиток економічних студій у Львівському університеті в ХІХ столітті // Збірник наук.праць ЛНУ ім. І. Франка: Формування ринкової економіки в Україні. — Вип. 32. — Львів: ЛНУ ім. І. Франка, 2012. — С. 303
Швець В., Петрушко Я. Бухгалтерський облік як навчальна дисципліна у Львівському університеті в ХІХ столітті // Роль і місце бухгалтерського обліку, контролю й аналізу в розвитку економічної науки і практики: зб. матеріалів ІІ Міжн. наук.
Швець В. Розвиток наук про бухгалтерський облік у Львівському університеті в ХІХ столітті в контексті європейської інтеграції / «Problemy ekonomiczne a możliwości i kierunki rozwoju Zamojszczyzny». Materiały z międzynarodowej konferencji ekonomicznej w Zamościu 20.10. 2012 r. // Zeszyty naukowe Wyższej Szkoły Humanistyczno
Швець В. Роль М. Грушевського у формуванні обліково-аналітичної системи Наукового товариства ім. Шевченка (з нагоди 150-ліття від дня народження М. Грушевського) // Трансформаційні перетворення обліково-аналітичного забезпечення управління в умовах євро інтеграційних процесів: Зб. матеріалів IV Міжн. наук.-практ. конф., присвяченої 110-річчю ДВНЗ КНЕУ ім. Вадима Гетьмана та 20-річчю Федерації професійних бухгалтерів і аудиторів України ; 25 листоп. 2016 р. — К. : КНЕУ, 2016. — С. 136—138.
Швець В. Є. Михайло Грушевський і Львівський університет: суспільно-іконографічний нарис. Львів: ЛНУ ім. І. Франка. 2019. — 148 с.
Shvets, V. Some aspects of the Ukrainian-Polish cross-border cooperation in the field of control for the conservation of cultural and historical values / Contemporaary Socio-Economic Issues of Polish-Ukrainian Cross-border Cooperation // Publication of the Scientific Papers of the International Scientifik Conference. Center of Europian Projects, Warsaw 2017. P. (у співавторстві).
Shvets, V., Pelehk, U. Perspektives of application of the Polish-Ukrainian historical heritage experience in banking sektor / Cross-border heritage as a basis of Polish-Belarusian-Ukrainian Cooperation // Publication of the Scientific Papers of the International Scientifik Conference. Center of Europian Projects, Warsaw 2018. P.
Zabolotskyy, T., Vitlinskyy, V., Shvets, V. Optimality of the minimum VaR portfolio using CVaR as a risk proxy in the context of transition to Basel III: methodology and empirical study. Economic Annals-XXI: Volume 174, Issue 11-12 December 28, 2018. P. 43-50. doi: https://doi.org/10.21003/ea.V174-07 (Scopus);
Orłyk S., Kocur W., Szweć. Lwowskie znaki pieniężne w okresie okupacji rosyjskiej w czasie I Wojny Światowej. Acta Archaeologica Lodziensia nr. 66. V. 2. Łódź, 2020 — S. 35-46. URL : http://czasopisma.ltn.lodz.pl/index.php/Acta-Archaeologica-Lodziensia/issue/view/242/251 [Архівовано 9 липня 2021 у Wayback Machine.]. (Scopus)
Shvets V., Shevtsiv L., Mishchuk N., Melnyk B., Humen Yu., Mudrak M.Investment Attractiveness of Land Resources of Ukraine // 10th International Conference «Advanced Computer Information Technologies» ACIT'2020 — Doggendorf, 16-18 September 2020; p. 699—703. (Scopus).
Shvets V., MishchukN., Novostavska, O. Methods of estimating land resources of Ukraine in the conditions of land market formation for the purposes of sustainable development/ E3S Web of Conferences 255, 01018 (2021) ISCMEE 2021. URL: https://doi.org/10.1051/e3sconf/202125501018(Scopus).
«Матеріали статті дозволяється використати відповідно до ліцензії Creative Commons Attribution/Share-Alike»